# Jesús Luis Álvarez de Eulate
Jesús Luis Álvarez de Eulate, més conegut com a Koldo, (Vitòria, 4 de setembre, 1970) és un exfutbolista andorrà d'origen basc, que jugava com a porter. Va ser internacional amb la selecció andorrana.
Començà la seva carrera al CD Aurrerá de Vitoria. Posteriorment jugà a clubs com l'Atlètic de Madrid, el CD Toledo i la UD Salamanca. Des del 1994 defensà els colors del FC Andorra amb una breu estada al CF Balaguer. L'any 2003, per celebrar el jubileu de la UEFA, fou seleccionat com a Golden Player d'Andorra per la Federació Andorrana de Futbol com el jugador més destacat dels darrers 50 anys al país.
L'any 2010 va ser nomenat seleccionador de la selecció andorrana.